# Kulithalai
Kulithalai (en tamil: குளித்தலை ) es una localidad de la India en el distrito de Karur, estado de Tamil Nadu.

## Geografía
Se encuentra a una altitud de 91 m s. n. m. a 345 km de la capital estatal, Chennai, en la zona horaria UTC +5:30.

## Demografía
Según estimación 2010 contaba con una población de 27 500 habitantes.